# Erebuni
Erebuni ( in armeno Էրեբունի ) è un distretto di Erevan, la capitale dell'Armenia, con 122.500 abitanti (dato 2011) situato nella parte sud orientale della città.